# An den Fußwiesen bei Grävenwiesbach
An den Fußwiesen bei Grävenwiesbach este o arie protejată (arie specială de conservare — SAC, sit de importanță comunitară — SCI) din Germania întinsă pe o suprafață de 136,81 ha, integral pe uscat.

## Localizare
Centrul sitului An den Fußwiesen bei Grävenwiesbach este situat la coordonatele 50°24′17″N 8°26′13″E / 50.4047°N 8.4369°E.

## Înființare
Situl An den Fußwiesen bei Grävenwiesbach a fost declarat sit de importanță comunitară în iulie 2001 pentru a proteja 1 specie de animale. Situl a fost protejat și ca arie specială de conservare în martie 2008.

## Biodiversitate
Situată în ecoregiunea continentală, aria protejată conține 3 habitate naturale: Fânețe de joasă altitudine (Alopecurus pratensis, Sanguisorba officinalis), Păduri de fag Luzulo-Fagetum, Păduri aluvionare cu Alnus glutinosa și Fraxinus excelsior (Alno-Padion, Alnion incanae, Salicion albae).
La baza desemnării sitului se află o specie protejată de  mamifere: liliac cu urechi mari (Myotis bechsteinii).